# Zanzan
Zanzan (fr.: District du Zanzan) – jeden z czternastu dystryktów Wybrzeża Kości Słoniowej, położony we wschodniej części kraju, przy granicy z Ghaną i Burkiną Faso. Stolicą dystryktu jest Bondoukou.

## Podział administracyjny
Dystrykt Zanzan dzieli się na 2 regiony:
- Region Bounkani (stolica w Bounie)
  - Departament Bouna
  - Departament Doropo
  - Departament Nassian
  - Departament Tehini
- Region Gontougo (stolica w Bondoukou)
  - Departament Bondoukou
  - Departament Koun-Fao
  - Departament Sandégué
  - Departament Tanda
  - Departament Transua

Źródła.